# Le Convoi de l'eau
Le Convoi de l'eau (水の葬列) est un roman de l'auteur japonais Akira Yoshimura paru en 1967 et traduit en 2009 en français.

## Résumé
Au fond d’une vallée entourée des hautes montagnes japonaises est blotti un hameau oublié redécouvert à la fin de la Seconde Guerre mondiale lors du crash d'un bombardier américain. Une équipe d'ouvriers y est envoyé pour construire un barrage hydroélectrique qui devrait inonder la vallée et faire disparaître le village. Lorsque les travaux commencent, pans de montagnes détruits à l'explosif, les ouvriers se rendent compte stupéfaits que les villageois, aux mœurs étranges, tentent de reconstruire leur environnement. 

## Style
La prose de Yoshimura est souvent décrite comme dépouillée, sombre et mélancolique. Pour Le Convoi de l'eau, les critiques littéraires parlent d'un « récit est d'une absolue fluidité » dont « l'écriture coule comme un filet d'eau le long d'une roche : froide, suintante, insistante », le style comme métaphore d'un monde aquatique omniprésent dans le roman et symbole de mort dans la mythologie japonaise. 

## Thèmes et interprétations
La nature, sa destruction et le choc de deux civilisations incapables de se comprendre est le premier thème du roman. « Les ouvriers, presque caricaturaux de bêtise, d'ignorance, de suffisance », imbu de leur puissance, ne comprennent pas le monde qu'ils sont en train de détruire. Tout le roman est « au plus près de la nature », champ d'une bataille tellurique perdue d'avance.
La seconde thématique est formée par la mort et la sexualité : nouées en « un ballet intime » de « contradictions inavouables », elles permettent « d'instaurer un dialogue entre Vivant et Mort » et se changent en « une lave dormante dont on écoute le bouillon à petit feu ».

## Inspirations
En 2012, Dominique A s'est inspiré de ce roman dans l'album Vers les lueurs pour le douzième titre, Le Convoi.